# Пайдусис, Аристидис
Аристидис Пайдусис (греч. Αριστείδης Παϊδούσης, 22 октября 1925 — 2002) — греческий шахматист, национальный мастер.
В 1960—1970-е гг. входил в число сильнейших шахматистов Греции.
Чемпион Греции 1964 г.
В составе сборной Греции участник трех шахматных олимпиад (1960, 1962 и 1964 гг.; в 1964 г. играл на 1-й доске; всего на олимпиадах сыграл 47 партий, из которых выиграл 3 и 24 завершил вничью), полуфиналов командных чемпионатов Европы (предварительные соревнования проходили в 1971 и 1976 гг.; сборная оба раза выбыла из дальнейшей борьбы), трех Балканиад (1975, 1976 и 1977 гг.).
В 1990-х гг. активно выступал в региональных соревнованиях и опен-турнирах, проводившихся на территории Греции.

## Основные спортивные результаты
| Год  | Город     | Соревнование                                                       | + | − | =  | Результат | Место |
| ---- | --------- | ------------------------------------------------------------------ | - | - | -- | --------- | ----- |
| 1955 | Загреб    | Международный турнир (побочный турнир)                             |   |   |    |           |       |
| 1960 | Лейпциг   | XIV Олимпиада (сборная Греции, 4-я доска)                          | 0 | 7 | 13 | 6½ из 20  |       |
| 1962 | Варна     | XV Олимпиада (сборная Греции, запасной)                            | 0 | 7 | 4  | 2 из 11   |       |
| 1964 |           | Чемпионат Греции                                                   |   |   |    |           | 1     |
|      | Тель-Авив | XVI Олимпиада (сборная Греции, 3-я доска)                          | 3 | 6 | 7  | 6½ из 16  |       |
| 1971 | Афины     | Чемпионат Греции                                                   |   |   |    |           | [ 4 ] |
|      |           | Полуфинал командного чемпионата Европы (сборная Греции, 7-я доска) | 1 | 2 | 0  | 1 из 3    |       |
| 1972 | Афины     | Чемпионат Греции                                                   |   |   |    |           | [ 5 ] |
| 1975 | Стамбул   | Балканиада (сборная Греции, 5-я доска)                             | 0 | 3 | 1  | ½ из 4    |       |
| 1976 | Афины     | Балканиада (сборная Греции, 4-я доска)                             | 0 | 3 | 1  | ½ из 4    |       |
|      | Афины     | Полуфинал командного чемпионата Европы (сборная Греции, ?-я доска) | 0 | 3 | 1  | ½ из 4    |       |
| 1977 | Албена    | Балканиада (сборная Греции, 5-я доска)                             | 0 | 2 | 1  | ½ из 3    |       |